# 다음 마이피플
다음 마이피플(영어: Daum My People)은 (주)다음커뮤니케이션이 제공했던 모바일 메신저 서비스이다. 2010년 5월 처음 서비스를 시작하였으며 2015년 6월 30일 종료되었다. 한국어를 지원하였으며, iOS, 안드로이드, 블랙베리 OS, 바다 운영 체제를 사용하는 스마트폰및 PC에서 사용할 수 있었다.
Wi-Fi 데이터망을 통하여 서비스를 이용할 수 있었으며 데이터 무제한 요금제에 가입되어 있지 않은 경우 차단될 수 있었다.
다음카카오로 회사 합병후 카카오톡과 마이피플 두 개의 모바일 메신저 서비스를 제공해오다가 2015년 6월 30일 서비스를 종료했다.

## 기능

### 주기능
- 무료음성통화
- 무료영상통화
- 문자대화
- 파일전송
- 음성쪽지
- SMS
- 지도(아이폰 전용)
- 로드뷰(아이폰 전용)

### 부기능
- 친구목록에서 이름 검색을 통한 친구 검색
- 즐겨찾는 친구 등록
- 연락처 기반 자동 친구 추가
- 친구의 간단한 프로필 보기
- 암호 잠금
- 스킨 테마 자동 업데이트
- 앨범의 사진으로 채팅방 배경 설정 가능
- 문자대화 시 대화상대 추가
- 다음 클라우드에 있는 파일 전송 가능
- 다음 클라우드로 받은 파일 저장 가능

## 같이 보기
- 카카오톡
- 구글 토크
- 라인
- 챗온